# السهل الساحلي الشمالي

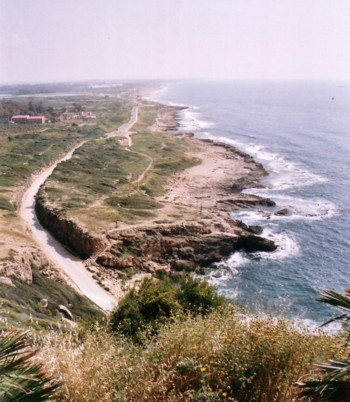
الجزء الشمالي من السهل الساحلي الشمالي، كما يُرى من رأس الناقورة.

يمتد شمال جبل الكرمل بطول 35كم حتى رأس الناقورة على الحدود الفلسطينية - اللبنانية.	ويشكل جبل الكرمل الذي يمتد كنتوء يقطع السهل الساحلي ويشرف على البحر المتوسط، وينحني خط الشاطئ مكوناً خليج عكا وهو الخليج الوحيد لفلسطين على البحر المتوسط.
ويتميز هذا الإقليم بأنه متسع في الجنوب ويضيق شمالاً، ويتراوح عرضه بين (5-8) كم في الجنوب ثم يضيق لتشرف المرتفعات على البحر في رأس الناقورة. وتغطي الكثبان الرملية الجزء الساحلي من السهل الشمالي ويتراوح ارتفاعها بين (8-75) متر، ويتميز بتربة الرملية الطينية الصالحة للزراعة وتوفر المياه السطحية والجوفية وينحدر من الشرق بإتجاه الغرب وتظهر الصخور على سطحه كامتداد لأقدام مرتفعات الجليل.
و تجري في السهل الساحلي الأنهار التالية:

## وادي مجنونة
ويسمى وادي الزيب ويصب في البحر المتوسط جنوب بلدة الزيب بـحوالي 8كم.

## وادي القرن
وهو أكثر أهمية من وادي مجنونة ومن روافده وادي بيت جن ووادي البقيعة ويصب شمال بلدة الزيب.

## وادي كركرة
يصب في البحر المتوسط على بعد 2كم جنوبي رأس الناقورة.

## نهر النعامين
ينبع من تل الكردانة الذي يرتفع 47 متراً فوق سطح البحر وتغذي نهر النعامين مياه الأمطار الساقطة والسيول القادمة من مناطق دير حنا وعرابة والرامة وادي عبلين.

## نهر المقطع
يصب في خليج حيفا، شمال ميناء حيفا وتغذيه الأمطار الساقطة على سهل مرج بن عامر والجليل الجنوبي.

## أهم المدن
| - حيفا. - عكا. | - نهاريا. - رأس الناقورة. |

تنتشر في سهل عكا أربع أنواع من التربة هي:
1. التربة اللحقية المختلطة الخصبة وهي الأكثر أهمية وانتشارا.
2. التربة اللحقية البنية.
3. التربة الرملية البنية الحمراء ( الكركار).
4. التربة الرملية الساحلية.

## مناخ سهل عكا
- يتبع مناخ البحر المتوسط.
- المتوسط السنوي للحرارة فيه 205.
- معدل الأمطار السنوية 500-600 ملم وهي كافية لإقامة الزراعة البعلية.
- يوجد في سهل عكا بعض العيون المائية أهمها الكابري ويبلغ معدل تصريفها السنوي 9 ملايين م مكعب.[1]

## مصدر
1. ↑   https://web.archive.org/web/20170326204747/http://site.iugaza.edu.ps/ashaqfa/files/2011/10/فلسطين-الطبيعية-جديد.doc. مؤرشف من الأصل في 2017-03-26. {{استشهاد ويب}}: الوسيط |title= غير موجود أو فارغ (مساعدة)